# Alojz Petrović
Alojz Petrović (Čepin, 12. svibnja 1936.), hrvatski gimnastičar. Natjecao se za Jugoslaviju.
Natjecao se na Olimpijskim igrama 1960. u višeboju, pojedinačno i ekipno. Pojedinačno je osvojio 39., a ekipno 9. mjesto. Na OI 1964. je pojedinačno osvojio 61., a ekipno 11. mjesto.
Na Mediteranskim igrama 1963. bio je dvostruki srebreni u višeboju.
Bio je član Partizana iz Osijeka, Partizana iz Zagreba i Zagreba.